# Agama hispida
Agama hispida (Kaup, 1827) è un sauro della famiglia Agamidae, endemico dell'Africa australe.

## Biologia
È una specie ovipara.

## Distribuzione e habitat
La specie è presente in Angola, Namibia, Sudafrica, Botswana, Zimbabwe, Mozambico e Malawi.

## Tassonomia
Sono note due sottospecie:
- Agama hispida hispida (Kaup, 1827), sottospecie nominale
- Agama hispida makarikarika Fitzsimons, 1932, endemismo del Makgadikgadi Pan